# Tenken - Reincarnato in una spada
Tenken - Reincarnato in una spada (転生したら剣でした?, Tensei shitara ken deshita, lett. "Mi sono reincarnato in una spada"), anche conosciuta come Reincarnated as a Sword, I Became the Sword by Transmigrating o Tenken (転剣?), è una serie di light novel scritta da Yū Tanaka e illustrata da Llo. È iniziata come web novel sul sito Shōsetsuka ni narō nell'ottobre 2015. Successivamente è stata pubblicata come light novel da Micro Magazine, che ha pubblicato il primo volume il 30 luglio 2016.
La serie ha ricevuto un adattamento manga, realizzato da Tomowo Maruyama, pubblicato da Gentōsha, nonché un manga spin-off creato da Hinako Inoue, pubblicato da Micro Magazine il 9 dicembre 2016. 
Un adattamento anime della serie, prodotto dallo studio C2C, è andato in onda dal 5 ottobre al 21 dicembre 2022. Una seconda stagione è prevista per il quarto trimestre del 2026.

## Trama
Dopo essere morto in un incidente d'auto, il protagonista si ritrova reincarnato in un altro mondo come una spada senza ricordare il suo nome, sebbene ricordi tutto il resto della sua vita precedente. Accettando il suo destino di spada, inizia a cercare qualcuno che diventi il suo possessore, combattendo e ottenendo poteri magici. Scopre una carovana di mercanti di schiavi attaccata da un orso a due teste. Una giovane schiava ragazza gatto, Fran, scopre la spada e la usa per uccidere l'orso. Dopo essere stata liberata dalla schiavitù, chiama la spada "Maestro" e i due intraprendono un'avventura insieme per cambiare le loro vite.

## Personaggi
Maestro (師匠?, Shishō)
Doppiato da: Satoshi Hino (drama-CD), Shin'ichiro Miki (anime) (ed. giapponese), Federico Zanandrea (ed. italiana)
Originariamente un essere umano nella sua vita passata, il Maestro si ritrova a reincarnarsi in una spada potente e leggendaria, ma costretto al suo posto, si rassegna a riposarsi sperando che prima o poi un potente guerriero lo trovi e lo maneggi.
Fran (フラン?, Furan)
Doppiata da: Inori Minase (drama-CD), Ai Kakuma (anime) (ed. giapponese), Veronica Cuscusa (ed. italiana)
Una bambina appartenente alla tribù dei Gatti Neri. I suoi genitori sono stati uccisi prima dell'inizio della storia e successivamente è stata venduta come schiava. Tuttavia, quando la carovana sulla quale si trovava viene attaccata da un orso a due teste, si imbatte nel Maestro, attirato dalla situazione. I due iniziano a viaggiare con lo scopo di aiutare Fran a evolversi, un'impresa che nessun gatto nero è mai stato in grado di realizzare.
Amanda (アマンダ?)
Doppiata da: Ami Koshimizu (anime) (ed. giapponese), Chiara Francese (ed. italiana)
Una donna mezza-elfa che gestisce un orfanotrofio. È un avventuriera di rango A, considerata l'asso nella manica della gilda di Alessa. Nutre una grande ammirazione per Fran, di cui si scopre, andando avanti nella storia, che si era occupata lei stessa dei suoi genitori.
Klimt (クリムト?, Kurimuto)
Doppiato da: Wataru Hatano (anime) (ed. giapponese), Patrizio Prata (ed. italiana)
Un Elfo Silvano elementalista che è il capo gilda della Gilda degli Avventurieri di Alessa.
Donadrond (ドナドロンド?, Donadorondo)
Doppiato da: Tetsu Inada (anime) (ed. giapponese), Francesco Rizzi (ed. italiana)
Un guerriero Oni che funge da esaminatore per la Gilda degli Avventurieri, sfidando i potenziali avventurieri in duello per mettere alla prova le loro abilità. Viene sconfitto da Fran, il che le permette di superare l'esame e poter entrare a far parte della Gilda.
Nell (ネル?, Neru)
Doppiata da: Rumi Ōkubo (anime) (ed. giapponese), Valentina Pallavicino (ed. italiana)
La receptionist della Gilda degli Avventurieri della città di Alessa. Possiede un lato oscuro nascosto che augura la morte agli avventurieri che non le piacciono, ma che si affeziona subito a Fran.
Gallus (ガルス?, Garusu)
Doppiato da: Shinpachi Tsuji (anime) (ed. giapponese), Pietro Ubaldi (ed. italiana)
Un fabbro nano che scopre il segreto di Fran e del Maestro, ma sceglie di mantenere il segreto e di aiutarli fornendo ai due equipaggiamenti e informazioni.

## Media

### Light novel
Yū Tanaka ha iniziato a produrre la serie come web novel sul sito Shōsetsuka ni narō nell'ottobre 2015. Successivamente Micro Magazine ha acquistato la serie e l'ha pubblicata come light novel, illustrata da Llo, sotto l'etichetta GC Novels a partire dal 30 luglio 2016. Al 31 marzo 2025 i volumi pubblicati sono diciannove. Il quinto volume è stato fornito anche in edizione limitata insieme ad un drama-CD, che presenta una storia originale. Seven Seas Entertainment ha annunciato l'acquisizione delle light novel in America del Nord e ha iniziato a pubblicarle dal 6 agosto 2019.
| Nº | Data di prima pubblicazione | Data di prima pubblicazione                                                 | Data di prima pubblicazione |
| Nº | Giapponese                  | Giapponese                                                                  |                             |
| -- | --------------------------- | --------------------------------------------------------------------------- | --------------------------- |
| 1  | 30 luglio 2016              | ISBN 978-4-89637-574-9                                                      |                             |
| 2  | 26 dicembre 2016            | ISBN 978-4-89637-608-1                                                      |                             |
| 3  | 30 giugno 2017              | ISBN 978-4-89637-639-5                                                      |                             |
| 4  | 24 novembre 2017            | ISBN 978-4-89637-670-8                                                      |                             |
| 5  | 30 maggio 2018              | ISBN 978-4-75-757581-3 (ed. regolare) ISBN 978-4-89637-751-4 (ed. limitata) |                             |
| 6  | 30 ottobre 2018             | ISBN 978-4-89637-826-9                                                      |                             |
| 7  | 29 marzo 2019               | ISBN 978-4-89637-863-4                                                      |                             |
| 8  | 28 settembre 2019           | ISBN 978-4-89637-924-2                                                      |                             |
| 9  | 30 marzo 2020               | ISBN 978-4-89637-990-7                                                      |                             |
| 10 | 30 settembre 2020           | ISBN 978-4-86716-057-2                                                      |                             |
| 11 | 31 marzo 2021               | ISBN 978-4-86716-124-1                                                      |                             |
| 12 | 24 settembre 2021           | ISBN 978-4-86716-189-0                                                      |                             |
| 13 | 30 marzo 2022               | ISBN 978-4-86716-269-9                                                      |                             |
| 14 | 30 settembre 2022           | ISBN 978-4-86716-340-5                                                      |                             |
| 15 | 30 marzo 2023               | ISBN 978-4-86716-408-2                                                      |                             |
| 16 | 29 settembre 2023           | ISBN 978-4-86716-476-1                                                      |                             |
| 17 | 29 marzo 2024               | ISBN 978-4-86716-554-6                                                      |                             |
| 18 | 30 settembre 2024           | ISBN 978-4-86716-637-6                                                      |                             |
| 19 | 31 marzo 2025               | ISBN 978-4-86716-739-7                                                      |                             |

### Manga

Copertina del primo volume dell'edizione italiana del manga, raffigurante i protagonisti Fran e Maestro

Un adattamento manga, realizzato da Tomowo Maruyamawa, è stato serializzato sulla rivista Denshi Birz di Gentōsha dal 9 dicembre 2016 al 15 gennaio 2018. Dopo che la rivista è stata interrotta, la serie ha ripreso la pubblicazione su Comic Boost dove è tuttora in corso.
La serie è composta da diciassette volumi tankōbon, con il primo volume pubblicato il 24 aprile 2017. In Italia il manga è stato pubblicato da Panini Comics sotto l'etichetta Planet Manga il 30 settembre 2021, mentre in America del Nord è edito da Seven Seas Entertainment, che ha pubblicato la serie a partire dal 17 dicembre 2019.
| Nº | Data di prima pubblicazione | Data di prima pubblicazione                                                 | Data di prima pubblicazione | Data di prima pubblicazione |
| Nº | Giapponese                  | Giapponese                                                                  | Italiano                    | Italiano                    |
| -- | --------------------------- | --------------------------------------------------------------------------- | --------------------------- | --------------------------- |
| 1  | 24 aprile 2017              | ISBN 978-4-344-83975-5                                                      | 30 settembre 2021           | ISBN 978-88-287-6239-3      |
| 2  | 24 novembre 2017            | ISBN 978-4-344-84097-3                                                      | 18 novembre 2021            | ISBN 978-88-287-6393-2      |
| 3  | 24 marzo 2018               | ISBN 978-4-344-84097-3                                                      | 3 febbraio 2022             | ISBN 978-88-287-6511-0      |
| 4  | 21 settembre 2018           | ISBN 978-4-344-84178-9                                                      | 31 marzo 2022               | ISBN 978-88-287-6593-6      |
| 5  | 22 marzo 2019               | ISBN 978-4-344-84303-5                                                      | 19 maggio 2022              | ISBN 978-88-287-6693-3      |
| 6  | 24 settembre 2019           | ISBN 978-4-344-84417-9 (ed. regolare) ISBN 978-4-344-84508-4 (ed. limitata) | 28 luglio 2022              | ISBN 978-88-287-1619-8      |
| 7  | 24 marzo 2020               | ISBN 978-4-344-84623-4                                                      | 29 settembre 2022           | ISBN 978-88-287-2092-8      |
| 8  | 24 settembre 2020           | ISBN 978-4-344-84706-4                                                      | 22 dicembre 2022            | ISBN 978-88-287-2484-1      |
| 9  | 24 marzo 2021               | ISBN 978-4-344-84823-8                                                      | 16 marzo 2023               | ISBN 978-88-287-4214-2      |
| 10 | 24 settembre 2021           | ISBN 978-4-344-84893-1 (ed. regolare) ISBN 978-4-344-84894-8 (ed. limitata) | 20 aprile 2023              | ISBN 978-88-287-4396-5      |
| 11 | 30 marzo 2022               | ISBN 978-4-344-85007-1 (ed. regolare) ISBN 978-4-344-85008-8 (ed. limitata) | 21 settembre 2023           | ISBN 978-88-287-5939-3      |
| 12 | 24 settembre 2022           | ISBN 978-4-344-85107-8 (ed. regolare) ISBN 978-4-344-85108-5 (ed. limitata) | 21 dicembre 2023            | ISBN 978-88-287-7168-5      |
| 13 | 24 marzo 2023               | ISBN 978-4-344-85198-6                                                      | 28 marzo 2024               | ISBN 978-88-287-8260-5      |
| 14 | 22 settembre 2023           | ISBN 978-4-344-85298-3                                                      | 8 agosto 2024               | ISBN 978-88-287-8903-1      |
| 15 | 23 marzo 2024               | ISBN 978-4-344-85386-7                                                      | 19 dicembre 2024            | ISBN 979-12-21903-82-9      |
| 16 | 24 settembre 2024           | ISBN 978-4-344-85464-2                                                      | 24 luglio 2025              | ISBN 979-12-21923-05-6      |
| 17 | 24 marzo 2025               | ISBN 978-4-344-85568-7                                                      | —                           | —                           |
| 18 | 24 settembre 2025           | ISBN 978-4-344-85637-0                                                      | —                           | —                           |

#### Tensei shitara ken deshita: Another Wish
Un manga spin-off scritto da Tanaka e disegnato da Hinako Inoue e intitolato Tensei shitara ken deshita: Another Wish (転生したら剣でした Another Wish? lett. "Mi sono reincarnato in una spada: Another Wish"), ha iniziato la serializzazione sul sito Comic Ride di Micro Magazine il 1º giugno 2020. Anch'esso è edito in America del Nord da Seven Seas Entertainment.
| Nº | Data di prima pubblicazione | Data di prima pubblicazione | Data di prima pubblicazione |
| Nº | Giapponese                  | Giapponese                  |                             |
| -- | --------------------------- | --------------------------- | --------------------------- |
| 1  | 30 settembre 2020           | ISBN 978-4-86716-060-2      |                             |
| 2  | 27 marzo 2021               | ISBN 978-4-86716-120-3      |                             |
| 3  | 24 settembre 2021           | ISBN 978-4-86716-187-6      |                             |
| 4  | 31 marzo 2022               | ISBN 978-4-86716-266-8      |                             |
| 5  | 29 settembre 2022           | ISBN 978-4-86716-337-5      |                             |
| 6  | 31 marzo 2023               | ISBN 978-4-86716-404-4      |                             |

### Anime

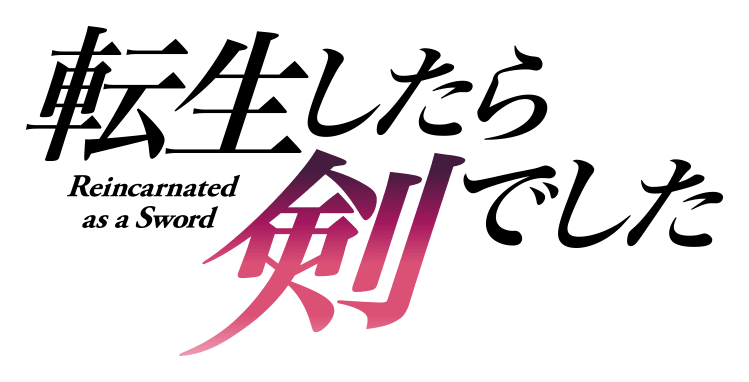
Logo della serie

Un adattamento anime della serie è stato annunciato, nel dodicesimo volume della light novel, il 24 settembre 2021. La serie è prodotta da C2C e diretta da Shinji Ishihira, con le sceneggiature di Takahiro Nagano, Atsuki Saitō al character design e Yasuharu Takanashi che ha composto la colonna sonora. Essa è andata in onda dal 5 ottobre al 21 dicembre 2022 su Tokyo MX, ABC e BS Asahi. La sigla di apertura è Tensei shitara ken deshita (転生したら剣でした?) di Kishida Kyoudan & The Akeboshi Rockets, mentre la sigla finale è More Strongly di Maon Kurosaki. In Italia, sono stati acquistati i diritti da Yamato Video, che distribuisce la serie in versione sottotitolata dal 19 novembre 2022 sulla piattaforma Amazon Prime Video. In seguito, della serie è stato annunciato il doppiaggio italiano il quale è uscito il 3 marzo 2023. Il doppiaggio italiano è curato da X-Trim Solutions di Milano sotto la direzione di Lorenzo Scattorin. L'adattamento dei dialoghi dell'edizione italiana è stato effettuato da Alessia Pitari e Andrea Simioni.
All'Anime Expo 2022, Sentai Filmworks ha annunciato di aver concesso in licenza la serie al di fuori dell'Asia. il 28 ottobre 2022 esso è stato seguito da un doppiaggio inglese, come annunciato all'Anime Weekend Atlanta. 
Dopo la messa in onda dell'episodio finale, è stata annunciata una seconda stagione. Lo staff e il cast della prima stagione riprenderanno i rispettivi ruoli. La trasmissione è prevista per il quarto trimestre del 2026.

#### Episodi
| Nº | Titolo italiano Giapponese 「Kanji」 - Rōmaji | In onda          | In onda      |
| Nº | Titolo italiano Giapponese 「Kanji」 - Rōmaji | Giapponese       | Italiano     |
| 1  | L’incontro tra una spada e delle orecchie pelosotte 「モフ耳が出会ったのは剣でした」 - Mofumimi ga deatta no wa ken deshita | 5 ottobre 2022   | 3 marzo 2023 |
| 1  | Un uomo senza nome muore tragicamente in un incidente d'auto e si reincarna in un altro mondo come una spada magica e senziente. Grazie alla telecinesi, è in grado di volare e assorbire abilità dei mostri e delle creature magiche colpendo le loro magiliti, cristalli magici che contengono le loro abilità. Decide di continuare a uccidere mostri e diventare la spada più potente del mondo mentre aspetta il suo portatore destinato. Altrove, una ragazza-gatto nero di nome Fran vive come una schiava abusata, dotata di un collare che le impedisce di sfidare gli ordini, ma sogna la grandezza. Nei giorni successivi, la spada uccide diverse bestie magiche, acquisendo sempre più abilità, magie e tecniche di combattimento; finché un giorno entra in una foresta dove toccare il terreno prosciuga la sua magia a zero. Incapace di volare, rimane intrappolato per mesi. Gli umani a cui appartiene Fran vengono attaccati da un mostro orso. Vedendo i suoi compagni schiavi e uno dei suoi proprietari essere massacrati, lasciandola una delle uniche sopravvissute, è disperata e cerca di aiutare e individua la spada lì vicino. Toccando il suo manico, è in grado di comunicare con lei tramite telepatia e di volare di nuovo. Condivide tutte le sue abilità con lei, trasformandola in una grande guerriera che lo usa per uccidere facilmente il mostro. Il proprietario di Fran, un altro dei sopravvissuti, le chiede di dargli la spada e inizia a ferirla quando lei rifiuta. Infuriato per questo abuso, la spada lo uccide e brucia il contratto di schiavitù di Fran, facendo cadere il collare di Fran, liberandola. Chiede ufficialmente a Fran di essere la sua custode e lei accetta poiché è il suo obiettivo evolversi, qualcosa che nessuno della stirpe dei gatti neri è mai riuscita a fare prima. Vedendolo come il suo insegnante, Fran lo chiama Maestro. Maestro decide di dedicare la sua nuova vita a mantenere Fran al sicuro. |                  |              |
| 2  | Delle prove impegnative alla gilda degli avventurieri 「冒険者ギルドに行ったら鬼試験官でした」 - Bōkensha Girudo ni ittara oni shikenkan deshita | 12 ottobre 2022  | 3 marzo 2023 |
| 2  | Fran salva un avventuriero di nome Randell da un'imboscata di goblin. Maestro tiene segreta la sua sensibilità e parla con Fran solo tramite telepatia. Ad Alessa, una città della gilda degli avventurieri, Nell la receptionist, che tiene nascosto il suo lato oscuro, informa Fran che deve superare un esame d'abilità e l'esaminatore è Donadrond, un potente Oni. Grazie a Maestro, Fran fa sfoggio sia di potenti magie che di abilità di combattimento molto avanzate per lei, sorprendendo Nell e Donadrond. Donadrond ammette felicemente la sconfitta. Il maestro della gilda Klimt la accetta come avventuriera di tipo spadaccina magica. Fran vende parte del suo bottino per una piccola fortuna, guadagnandosi la gelosia dei mercenari nelle vicinanze. Credendo che un gatto nero possa essere solo un ladro e un bugiardo, attaccano briga con lei, ma Nell, che ha deciso che le piace Fran, la difende. Incapace di sopportare che insultino la stirpe dei gatti neri, Fran taglia le gambe del mercenario principale mentre picchia gli altri. Insistono che Fran dovrebbe essere arrestata per averli aggrediti, ma Nell e gli avventurieri della gilda concordano tutti che si è trattato di legittima difesa e multano il mercenario capo di 100.000 monete d'oro, con Nell che rivela il suo lato oscuro rifiutandosi di curargli le gambe finché non paga. Maestro decide che hanno bisogno di una stanza per la notte e di un'armatura per Fran. Nel frattempo, un fabbro nano, che ha l'abilità di valutazione di livello più alto, Occhio Divino, è pienamente consapevole che Maestro è una spada vivente e intelligente. |                  |              |
| 3  | Il fabbro arcano è un vecchio volpone 「魔法鍛冶師は曲者でした」 - Mahō kajishi wa kusemono deshita | 19 ottobre 2022  | 3 marzo 2023 |
| 3  | Il nano Garrus invita Fran nel suo negozio, spiegandogli di essere il famoso fabbro errante di Granzell. Altri avventurieri sono gelosi perché Garrus è notoriamente esigente nel vendere il suo equipaggiamento. Dopo aver venduto a Fran un'armatura incantata, Garrus chiede di Maestro. Quest'ultimo è preoccupato che non sia forte quanto le altre spade, ma Garrus rivela che ciò che rende Maestro più potente è la sua altissima conduttività magica; più magia Fran gli mette dentro, più diventa potente. Garrus ammette di non essere abbastanza abile per forgiare una spada come Maestro, quindi può essere stata forgiata solo da un fabbro di livello divino. Maestro paga Garrus per creare un fodero per Maestro e altro equipaggiamento per Fran. Con il tempo a disposizione, Fran e Maestro ottengono più vestiti, cibo e una stanza. Altrove, i goblin sopravvissuti che hanno teso un'imboscata a Randell usano la magia per evolversi in Hobgoblin. Nella sua prima missione, la raccolta di erbe, Fran salva tre avventurieri, Lily, Crull ed Eustace, uccidendo gli Hobgoblin. Gli avventurieri si preoccupano; la presenza degli Hobgoblin significa che un Re Goblin si è evoluto di recente, e dovrebbe trovare una Regina Goblin; la loro prole formerà un esercito di Hobgoblin che potrebbe persino minacciare la città di Alessa. Fran decide di distruggere il loro nido da sola, ma Maestro si preoccupa mentre Fran attacca sconsideratamente, ignorando le ferite che riceve. |                  |              |
| 4  | La carica dei goblin è una faccenda seria 「ゴブリンスタンピードはオオゴトでした」 - Goburin Sutanpīdo wa ōgoto deshita | 26 ottobre 2022  | 3 marzo 2023 |
| 4  | Fran uccide tutti i goblin presenti, dicendo che deve diventare più forte. Gli avventurieri tornano con i rinforzi e scoprono che gli goblin provengono da un dungeon. Klimt organizza una spedizione per fare irruzione nel dungeon il giorno dopo e dà a Fran una promozione. Garrus ripara la sua armatura e dice che i dungeon sono labirinti sotterranei, pieni di mostri e tesori, creati dai Dungeon Master, creature potenziate dalla Dea del Caos. Fran porta Maestro con sé ai bagni termali di Alessa, con suo grande imbarazzo, ma Nell la rimprovera per aver portato un'arma. Nell spiega che la Dea del Caos porta sfide al mondo come i Dungeon Master per impedire la stagnazione. Rivela inoltre che un tempo esisteva anche il Dio della Guerra, ma era malvagio e fu ucciso da altri dei, ma non prima di aver creato goblin e altri mostri. Nell si lamenta che August, il vice-capitano dei cavalieri di Alessa che detesta gli avventurieri, si rifiuta di inviare cavalieri per assisterli e vuole che Amanda, l'asso della gilda, torni dal suo viaggio. Il giorno dopo, Garrus consegna a Maestro il suo fodero completato e Fran si unisce al gruppo, guidato da Donadrond. Gli goblin li assalgono all'ingresso del dungeon e uccidono la maggior parte del gruppo. Fran uccide diversi goblin ed entra nel dungeon. All'interno, un goblin gongola dicendo che con il mostro che ha appena evocato l'impero dei Goblin è invincibile. |                  |              |
| 5  | Un impareggiabile debutto in Dungeon 「ダンジョンデビューは無双でした」 - Danjon debyū wa musō deshita | 2 novembre 2022  | 3 marzo 2023 |
| 5  | Fran e Maestro decidono di uccidere e assorbire solo le magiliti dai goblin con abilità utili e di lasciare il resto agli altri. Trovano il Re e la Regina dei Goblin, ma li uccidono con un attacco con loro sorpresa. Si rendono conto che il dungeon è più profondo e si fanno strada attraverso uno sciame di coleotteri giganti. Entrano da una porta nascosta e trovano il Dungeon Master, un goblin intelligente che è riuscito a evocare un demone superiore di alto livello. Il Dungeon Master si vanta che conquisterà il mondo con il suo servitore, ma il demone avverte il suo evocatore di non dargli ordini e attacca Fran. È molto più potente di qualsiasi nemico che lei e Maestro abbiano mai affrontato prima e taglia le mani di Fran, ma Maestro la guarisce rapidamente. Nel frattempo, il resto del gruppo non riesce ad andare oltre la porta per aiutarla. Maestro chiede a Fran di ritirarsi, ma lei rifiuta e continua a combattere il demone. Il demone riconosce che le abilità di spada di Fran sono superiori alle sue, e poi usa la sua speciale abilità "Ladrocinio di abilità" per rubarle le abilità di spada, vantandosi che è condannata. |                  |              |
| 6  | L'imbroglio del demone maggiore 「上級悪魔 [グレーターデーモン] はチートでした」 - Jōkyū akuma [Gurētā Dēmon] wa chīto deshita | 9 novembre 2022  | 3 marzo 2023 |
| 6  | Il "Ladrocinio di abilità" del demone maggiore non funziona perché le abilità di spada di Fran sono in realtà di Maestro, che le condivide con Fran tramite una sua abilità. Il Dungeon Master tenta di aiutare il demone, ma lui rifiuta il suo aiuto. Maestro ricorda che l'evocazione di un Dungeon Master non può sopravvivere senza di lui e dice a Fran di indirizzare i suoi attacchi verso di lui, costringendo il demone a proteggerlo. Fran scaglia Maestro contro il Dungeon Master, ma quando il demone cerca di attaccarlo, cambia inaspettatamente direzione e impala il demone al suo posto, colpendo la sua magilite e uccidendolo. La lama di Maestro si rompe nel processo, facendo credere a Fran che sia morto prima che riveli di potersi riparare grazie all'assorbimento della magilite del demone. Uccidono il Dungeon Master, facendo scomparire il dungeon. Il resto del gruppo si congratula con lei, ma Donadrond la rimprovera per essere andata da sola e non averli aspettati. Maestro la calma promettendole di prepararle un curry; inoltre che entrambi sono saliti di livello e di aver ottenuto nuove abilità dal demone maggiore, tra cui magia oscura e l'abilità "Ladrocinio di Abilità", e usa i suoi nuovi livelli di esperienza per massimizzare "Ladrocinio di abilità" e le sue abilità di spada. Tornati ad Alessa, Klimt chiama Fran e le chiede cosa sia successo alla magilite del demone maggiore, dato che è un materiale di grande valore. Fran nasconde il fatto che Maestro lo ha assorbito e dice che è andata distrutta nello scontro. Klimt le crede, ma August irrompe nell'ufficio e la chiama bugiarda in modo odioso. |                  |              |
| 7  | Il vicecapitano dei cavalieri è un brutto ceffo 「騎士団副団長はヤな奴でした」 - Kishidan fuku danchō wa ya na yakko deshita | 16 novembre 2022 | 3 marzo 2023 |
| 7  | August, vice-capitano dei cavalieri di Alessa, usa la sua abilità "Essenza della falsità" per identificare le bugie di Fran. Maestro valuta August e scopre che abusa delle sue abilità per accusare falsamente i popolani e ammaliare i suoi superiori. August esige tutto il bottino del dungeon come multa per aver mentito a un nobile, ma Klimt rifiuta perché il bottino appartiene agli avventurieri. Fran e Maestro usano "Ladrocinio di abilità" per rubare segretamente le abilità "Essenza della falsità" e "Galateo" di August, lasciandolo socialmente disfunzionale. Fran viene promossa al grado D e diventa popolare tra i suoi compagni di gilda. Fran scopre che l'abilità "Galateo" l'ha resa più affascinante. Durante la notte, Maestro sogna tre bellissime donne avvolte dalla luce, ma non riesce a capire cosa gli stanno dicendo. Il giorno seguente, Maestro prepara a Fran il curry che aveva promesso e altri pasti da conservare nella sua tasca dimensionale per Fran da mangiare durante i lunghi viaggi. Fran sente una voce secondo cui August si è messo in imbarazzo socialmente di fronte alla famiglia reale, facendo arrabbiare suo padre, il conte Holmes. Un August folle appare a Fran, calvo e così sporco che Fran lo scambia per uno zombie. Accusa Fran di averlo maledetto, di avergli rovinato la vita, e ha assoldato un assassino per ucciderla. L'assassino si rivela essere un gatto blu, nemico di lunga data dei gatti neri come Fran. Altrove, una donna con le orecchie a punta si avvicina ad Alessa. |                  |              |
| 8  | Il gatto blu è un nemico mortale 「青猫族は仇敵でした」 - Ao nekozoku wa kyūteki deshita | 23 novembre 2022 | 3 marzo 2023 |
| 8  | Fran rivela che sono stati i gatti blu a rendere sistematicamente più deboli i gatti neri e a discriminarli per secoli. Il gatto blu, Gyuran, descrive con gioia la tortura e l'omicidio dei gatti neri. Fran ha paura finché Maestro non le ricorda che non è sola. Fran taglia gli arti di Gyuran e saccheggia la sua spada, giurando che un giorno i gatti neri non avranno più paura dei gatti blu, poi gli taglia la testa. Considera anche di uccidere August, ma viene fermata da Klimt che ha stretto un patto con il padre di August; in cambio di una grossa quota alla gilda, August verrà messo agli arresti domiciliari per sempre. Si presenta nel ufficio di Klimt la donna con le orecchie appunta, che si rivela essere la mezzelfa Amanda, un'avventuriera di rango A, che si innamora all'istante della dolcezza di Fran, dichiarandosi la sua nuova madre, cosa che Fran rifiuta. Amanda inizia a seguire Fran ovunque finché non si lamenta con Nell che rivela che Amanda in realtà gestisce un orfanotrofio, guadagnandosi il titolo di Guardiana dei Bambini, nonostante sembri una stalker inquietante. Klimt offre a Fran 5 magiliti di mostri di alto livello se si unirà agli avventurieri che stanno investigando nel nido dei ragni, un dungeon già sconfitto. Fran accetta e riceve anche il permesso per recarsi un altro dungeon attivo vicino al villaggio di Ulmutt. Maestro assorbe le magiliti per salire di nuovo di livello e acquisire nuove abilità, ma Fran è scoraggiata quando Amanda insiste per unirsi anche lei alla missione. |                  |              |
| 9  | Gli avventurieri di rango A sono terrificanti 「ランクA冒険者はバケモノでした」 - Ranku A bōkensha wa bakemono deshita | 30 novembre 2022 | 3 marzo 2023 |
| 9  | Fran scopre che sconfiggere i ragni è anche un esame di promozione per due team di livello E, il Ruggito del drago e l'Occhio del mare di alberi, supervisionati dagli esaminatori Cruise, Rig ed Eizelle. Krad, leader del Ruggito del drago, a cui non piace l'idea che le donne si uniscano a loro, accusa Fran di aver manipolato Klimt per promuoverla ingiustamente, ma il suo bullismo viene costantemente fermato da Amanda. In seguito, dopo che la spedizione si accampa per la notte, Krad la sfida a duello per dimostrare che si è guadagnata la promozione in modo disonesto, ma Fran lo sconfigge facilmente e usa il piatto della lama del Maestro per picchiarlo. Incuriosita, Amanda chiede di duellare anche lei, scommettendo che Fran dovrà chiamarla "Mamma" se perde, mentre Fran scommette che se vince, Amanda la lascerà in pace. Dopo un breve e difficile combattimento, Fran viene sconfitta, ma non prima di riuscire a colpire Amanda. Amanda è illesa grazie a una delle sue abilità difensive, ma è colpita dal fatto che Fran sia la prima persona da anni ad essere vicina a farle male. Le loro azioni hanno accidentalmente innescato alcuni incendi, ma il gruppo riesce a spegnerli. Maestro è orgogliosa dei progressi di Fran. Incosciente, Fran sogna sua madre. Al risveglio, accetta di chiamare Amanda "Mamma", ma Amanda la ferma perché è ovvio che la madre di Fran occupa un posto speciale nel suo cuore, ma giura di sostenere sempre Fran. Usando "Essenza della falsità", Maestro rileva che ogni promessa di affetto materno di Amanda è sincera e che si è davvero guadagnata il titolo di Guardiana dei bambini. Krad si rende conto che Fran è davvero forte come tutti affermano e si scusa con lei. Rivela anche che hanno tutti sfidato Amanda, ma non sono riusciti a batterla. La mattina dopo, tutti si preparano per entrare nel dungeon.                                                                               |                  |              |
| 10 | Le trappole del nido dei ragni sono sleali 「蜘蛛のトラップは反則でした」 - Kumo no Torappu wa hansoku deshita | 7 dicembre 2022  | 3 marzo 2023 |
| 10 | Un uomo sinistro si avvicina al dungeon mentre il gruppo vi entra. Amanda rivela di aver perso diversi compagni in quel dungeon in passato, il che la porta a prendersi cura dei loro bambini orfani. Combattono contro trappole esplosive, insetti giganti e ragni trappola mentre raccolgono la loro preziosa seta. Mentre si addentrano sempre più in profondità nel dungeon, Amanda dà a Fran lezioni di combattimento, di abilità e magia, notando quanto sia insolito che Fran possa usare così tanti tipi di magia insieme. Dopo averlo scoperto, Fran e Maestro padroneggiano rapidamente la magia di tuono. Fran ringrazia Amanda condividendo il curry, di cui nessuno ha mai sentito parlare e che lei trova delizioso. Più in profondità nel dungeon, i ragni trappola si sono evoluti in ragni ingannevoli con un veleno più letale e una forza e una velocità maggiori. Il gruppo si ritira, ma due degli amici di Krad, Bart e Victor, si imbattono in Fran e atterrano su un quadrato di teletrasporto. Vengono teletrasportati via senza le loro armi, incluso Maestro, e atterrano di fronte alla forma evoluta definitiva del ragno ingannatore, l'enorme ragno manipolatore. Mentre Amanda prende in braccio Maestro e vanno a cercarla, Maestro non riesce a raggiungere Fran con la telepatia, mentre Fran, ormai impotente, va nel panico e chiede cosa può fare senza la sua spada. |                  |              |
| 11 | L’evocazione ha portato un lupo mistico 「召喚したら魔狼でした」 - Shōkan shitara marō deshita | 14 dicembre 2022 | 3 marzo 2023 |
| 11 | Il ragno manipolatore, che ha la parte superiore del corpo di una donna, gioca con Fran, Bart e Victor innescando delle trappole esplosive su di loro. Il gruppo si divide per cercarli mentre Amanda va da sola. Con poche opzioni, Maestro rivela di poter parlare e muoversi verso Amanda ed evoca un lupo d'onice come famiglio per cercare di trovare Fran. Il lupo impazzisce a causa dell'eccesso di energia magica usata per l'evocazione e Amanda dice che i famigli devono essere nominati. Maestro lo chiama Urushi e si calma, si evolve nel lupo d'oscurità molto più grande e segue l'odore di Fran. Fran, Bart e Victor vengono resi inabili dai dardi avvelenati e il ragno manipolatore invia i suoi ragnetti a divorarli. Fran si immagina di nuovo come una schiava indifesa, ma una visione di Maestro la ispira ad alzarsi e combattere a mani nude. Maestro, Jet e Amanda arrivano e colpiscono il ragno manipolatore, che si ritira, quindi guarisce Fran. Fran è felice di incontrare Jet e confessano i segreti di Maestro ad Amanda, che è sbalordita. Curano Bart e Victor, che erano svenuti e non sapevano di Maestro, e vanno al punto d'incontro, ma non c'è nessun altro. Il ragno manipolatore cura le sue ferite e urla, che sentono, poi vedono un grande uccello bianco apparire in un lampo di luce. |                  |              |
| 12 | Fran inizia il suo viaggio con entusiasmo 「旅立つフランはワクワクでした」 - Tabidatsu Furan wa wakuwaku deshita | 21 dicembre 2022 | 3 marzo 2023 |
| 12 | L'uccello era Tarua, lo spirito divino protettore di un membro del gruppo che gli guida dagli altri che sono intrappolati dal ragno manipolatore e dai suoi figli. Mentre li salvano, Fran combatte il ragno manipolatore, facendo sfoggio della sua magia di tuono. Amanda ricorda come ha adottato un gatto nero maschio e una femmina di nome Kinan e Flamia, ma si è rifiutata di insegnare loro come combattere perché non voleva che si facessero male, il che si è ritorto contro quando hanno comunque cercato di diventare avventurieri e sono stati uccisi. Determinata a non lasciare che Fran morisse, annienta il ragno manipolatore, ma fa arrabbiare Fran e Maestro, che volevano ottenere la sua rara magilite e la loro rivincita sul mostro. Dopo aver ripulito il dungeon, Klimt dà a Fran il permesso di andare al dungeon di Ulmutt e lei viene promossa alla classe guerriera arcana. Garrus dà a Fran una nuova armatura; Maestro è arrabbiato perché espone la sua pancia, ma mostra che la protegge con un campo di forza. Garrus dice che andrà anche loro a Ulmutt, per una strada diversa. Mentre la gilda saluta Fran, lei finalmente chiama Amanda "Mammanda", facendole capire che Fran è la figlia di Kinan e Flamia. Klimt discute con suo nipote, il proprietario di Tarua, di come il padre di August abbia assunto qualcuno per dare ai ragni delle pozioni evolutive. Tarua giudica Fran un buon carattere e non una spia nonostante la sua forza insolita. Fran surfa nel cielo su Maestro e si avvicina a un'isola galleggiante, solo per essere abbattuti e precipitare in un edificio sull'isola dove vengono affrontati dal negromante Jean du Vix. |                  |              |

#### Home video

##### Giappone
Gli episodi della serie sono stati pubblicati in DVD e Blu-ray dall'11 gennaio 2023 al 3 marzo 2023.
| Volume | Episodi | Data di pubblicazione |
| ------ | ------- | --------------------- |
| 1      | 1–4     | 11 gennaio 2023       |
| 2      | 5–8     | 3 febbraio 2023       |
| 3      | 9–12    | 3 marzo 2023          |

## Accoglienza
Theron Martin di Anime News Network, recensendo il primo volume della light novel, ha elogiato le interazioni tra i due personaggi principali affermando che «Al di là delle scene d'azione, l'abilità di scrittura di Tanaka è un po' sopra la media. I dialoghi e lo sviluppo dei personaggi scorrono senza intoppi» e che «l'ambientazione, sebbene in qualche modo limitata, si adatta alla prospettiva dei personaggi centrali». Tuttavia, ha criticato la mancanza di originalità della storia, notando le sue somiglianze con So I'm a Spider, So What?, Vita da slime e Reborn as a Vending Machine, I Now Wander the Dungeon.